# Liam Horsted
Liam Anthony Horsted (sinh ngày 29 tháng 10 năm 1985) là một cựu cầu thủ bóng đá người Anh từng thi đấu ở vị trí tiền vệ chạy cánh.

## Sự nghiệp
Horsted chuyển từ Portsmouth đến Dunfermline Athletic vào tháng 8 năm 2005 theo hợp đồng cho mượn 6 tháng. Anh đi theo dạng cho mượn đến Oxford United vào tháng 3 năm 2006, cùng với đồng đội ở Portsmouth Andrea Guatelli. Anh là một trong 7 cầu thủ bị Portsmouth giải phóng vào tháng 5 năm 2006 sau khi hết hạn hợp đồng.
Horsted sau đó thi đấu bóng đá non-league – anh trải qua mùa giải 2006–07 cùng với Bognor Regis Town, và sau đó thi đấu cho Cirencester Town, Havant & Waterlooville, Paulsgrove và AFC Portchester.